# ویتسچ
وایچ (به آلمانی: Veitsch) یک شهر بازاری و municipality of Austria در اتریش است که در بروک-مورتس‌چوشلاگ واقع شده‌است.

## خصوصیات
وایچ ۷۷٫۷۱ کیلومترمربع مساحت دارد ۶۶۴ متر بالاتر از سطح دریا واقع شده‌است.